# 维多利亚·罗伯茨
维多利亚·罗伯茨（英語：Victoria Roberts，1978年3月10日—），澳大利亚女子赛艇运动员。她曾代表澳大利亚参加世界赛艇锦标赛，获得三枚金牌、一枚银牌和一枚铜牌。她也曾参加2000年和2004年夏季奥运会。